# Pentaphragma horsfieldii
Pentaphragma horsfieldii är en tvåhjärtbladig växtart som först beskrevs av Friedrich Anton Wilhelm Miquel, och fick sitt nu gällande namn av Airy Shaw. Pentaphragma horsfieldii ingår i släktet Pentaphragma och familjen Pentaphragmataceae. Inga underarter finns listade i Catalogue of Life.

## Bildgalleri

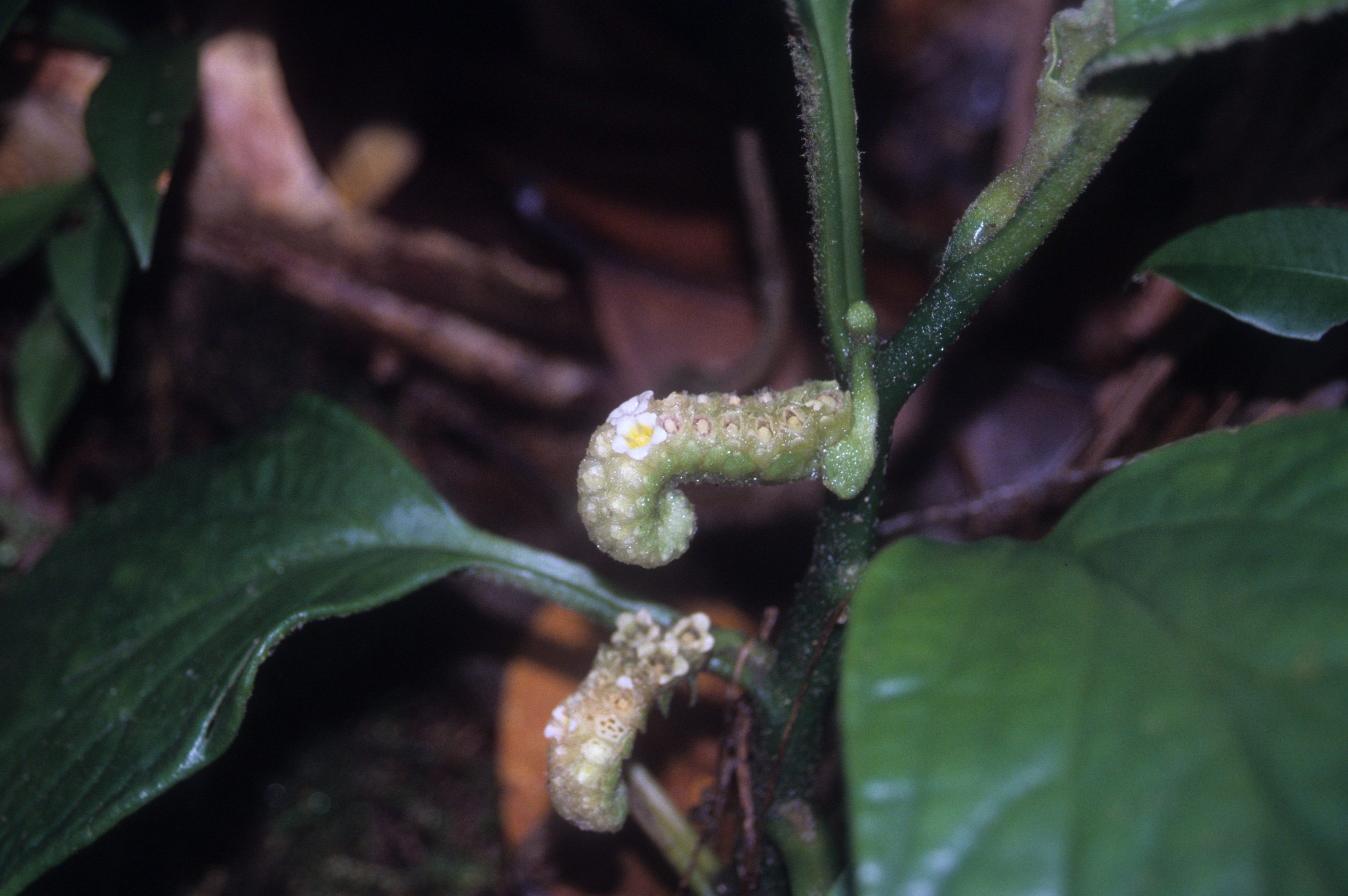